# Rita Felski
Rita Felski (1956) es una académica y crítica estadounidense, que desarrolla actividades académicas y científicas en el "Profesorado William R. Kenan Jr." de filología inglesa en la Universidad de Virginia; y, ex editora de New Literary History. También, posee un contrato como profesora Niels Bohr en la Universidad del Sur de Dinamarca, de 2016 a 2021.
Felski es una destacada académica en los campos de la estética (cuestiones de método, interpretación y valor estético) y la teoría literaria, la teoría feminista, la modernidad y la posmodernidad, la crítica literaria feminista, y los estudios culturales. Es la autora de:
- Beyond Feminist Aesthetics: Feminist Literature and Social Change (Harvard UP, 1989),
- The Gender of Modernity (Harvard UP, 1995),
- Doing Time: Feminist Theory and Postmodern Culture (New York UP, 2000),
- Literature After Feminism (Chicago UP, 2003),
- Uses of Literature (Blackwell, 2008).

Ha desarrollado extensas investigación de larga data, sobre escritura de mujeres, estudios de traducción y prácticas narrativas transculturales; en la interfaz de los estudios culturales de migrantes, la traducción y los estudios interculturales.
Su más reciente texto, The Limits of Critique (Los Límites de la Crítica) (236 p. Chicago UP, 2015 ISBN 022629403X), se encuentra con un análisis de una conjetura acerca de la hermenéutica de la sospecha, como estados de ánimo y el método y ha sido ampliamente revisado. Allí, examina la crítica, la forma dominante de interpretación en los estudios literarios, y la sitúa como un método entre muchos, un método con gran atractivo, pero también con límites definidos. Así, muestra cómo esa sospecha hacia los textos excluye muchas lecturas potenciales; y, no ofrece ninguna garantía de pensamiento riguroso o radical. En su lugar, sugiere, los académicos literarios deberían intentar lo que ella llama "lectura poscrítica": en lugar de buscar detrás de un texto en busca de causas y motivos ocultos, los académicos literarios deberían colocarse frente a él y reflexionar sobre lo que sugiere y hace posible.
Editora de
- Rethinking Tragedy (Johns Hopkins, 2008)

Coeditora de
- Comparison: Theories, Approaches, Uses (Johns Hopkins, 2013)

- Critique and Postcritique (Duke UP 2017).

También ha publicado artículos en numerosas colecciones de ensayos y en revistas académicas como:
- PMLA,
- Signs,
- New Literary History,
- Modernism/Modernity,
- Cultural Critique,
- Theory,
- Culture and Society,
- New Formations.

Actualmente está completando un manuscrito llamado "Hooked: Art and Attachment" (Enganchado: Arte y apego.)

## Carrera
Antes de ingresar a la Universidad de Virginia en 1994, enseñó en el Programa de Inglés y Literatura Comparada en la Universidad Murdoch, en Perth. De 2004 a 2008, se desempeñó como Presidenta del Programa de Literatura Comparada en Virginia.
De 2003 a 2007, se desempeñó como editora de EE. UU. de Feminist Theory. Y, también lo hizo en las Juntas editoriales de 
- Modernism/Modernity,
- Modern Fiction Studies,
- The International Journal of Cultural Studies,
- Criticism,
- Echo: A Music-Centered Journal.

Su obra ha sido traducida al coreano, chino, ruso, polaco, sueco, húngaro, italiano, croata, castellano, portugués y turco.

## Honores
Felski recibió grados honoríficos en literatura francesa y alemana de la Universidad de Cambridge y un PhD por el Departamento de Alemán por la Monash University in Australia.
- 2015: Galardón del Decano por la Excelencia en Supervisión de Investigaciones de Graduados, Facultad de Artes.[3]

### Becas de investigaciones
- Sociedad para las Humanidades en la Universidad de Cornell,
- Centro Commonwealth para el Cambio literario y cultural en la Universidad de Virginia,
- Institut für die Wissenschaften vom Menschen (IWM) en Viena,
- Australian Research Council Major Grant.

- 2000: Premio William Parker Riley por el mejor ensayo en PMLA.
- 2010: beca Guggenheim.
- 2016: Profesorado Niels Bohr por el Danish National Research Foundation y pasa semestres de otoño en la Universidad de Dinamarca Sur de 2016 a 2021.[2]

Rita Felski recibió un Doctorado Honorario por la Universidad de Dinamarca Sur, en 2016.

## Obra

### Algunas publicaciones
- The Limits of Critique. University of Chicago Press, 2015.

- Comparison: Theories, Approaches, Uses. Johns Hopkins University Press, 2013.

- "After Suspicion," Profession, 2009.

- "Everyday Aesthetics," Minnesota Review 71, 2009.

- Uses of Literature. Blackwell, 2008.

- Rethinking Tragedy, editor. Johns Hopkins University Press, 2008.

- Literature After Feminism. University of Chicago Press, 2003.

- "Modernist Studies and Cultural Studies," Modernism/Modernity, 10:3, 2003.

- Felski, Rita (agosto de 2000). «Being reasonable, telling stories». Feminist Theory 1 (2): 225-229. doi:10.1177/14647000022229173.

- Doing Time: Feminist Theory and Postmodern Culture. New York University Press, 2000.

- "Nothing to Declare: Identity, Shame and the Lower Middle Class," PMLA 115:1, 2000.

- "The Invention of Everyday Life," New Formations 39, 1999/2000.

- "The Doxa of Difference," Signs 23:1, 1997.

- The Gender of Modernity. Harvard University Press, 1995.

- Beyond Feminist Aesthetics: Feminist Literature and Social Change. Harvard University Press, 1989.